# Кяро, Кирилл Валерьевич
Кири́лл Вале́рьевич Кя́ро (эст. Kirill Käro; род. 24 февраля 1975, Таллин, Эстонская ССР, СССР) — эстонский и российский актёр театра, кино, телевидения и дубляжа.

## Биография
Кирилл Кяро родился 24 февраля 1975 года в городе Таллине, столице Эстонской ССР. В семье также был ещё один ребёнок, Руслан (род. 1970 г.). Дядя Кирилла, Волли Кяро — известный эстонский актёр театра и кино, с 1965 года работает в Раквереском театре в Раквере, самом маленьком городе Европы с собственным профессиональным театром. 24 февраля 2021 года Волли Кяро в возрасте 80 лет в день независимости Эстонии был награждён орденом Белой звезды пятой степени за многолетнюю работу в театре. Тётя Кирилла и жена Волли Кяро, Вийве Аамисепп — также театральная актриса, с 1961 по 2009 работала в Раквереском театре.
Кя́ро — эстонская фамилия. Отец, Валерий Павлович — наполовину эстонец, наполовину русский, моряк, капитан дальнего плавания. Мать — русская, работала в детском саду и воспитывала своих детей дома.

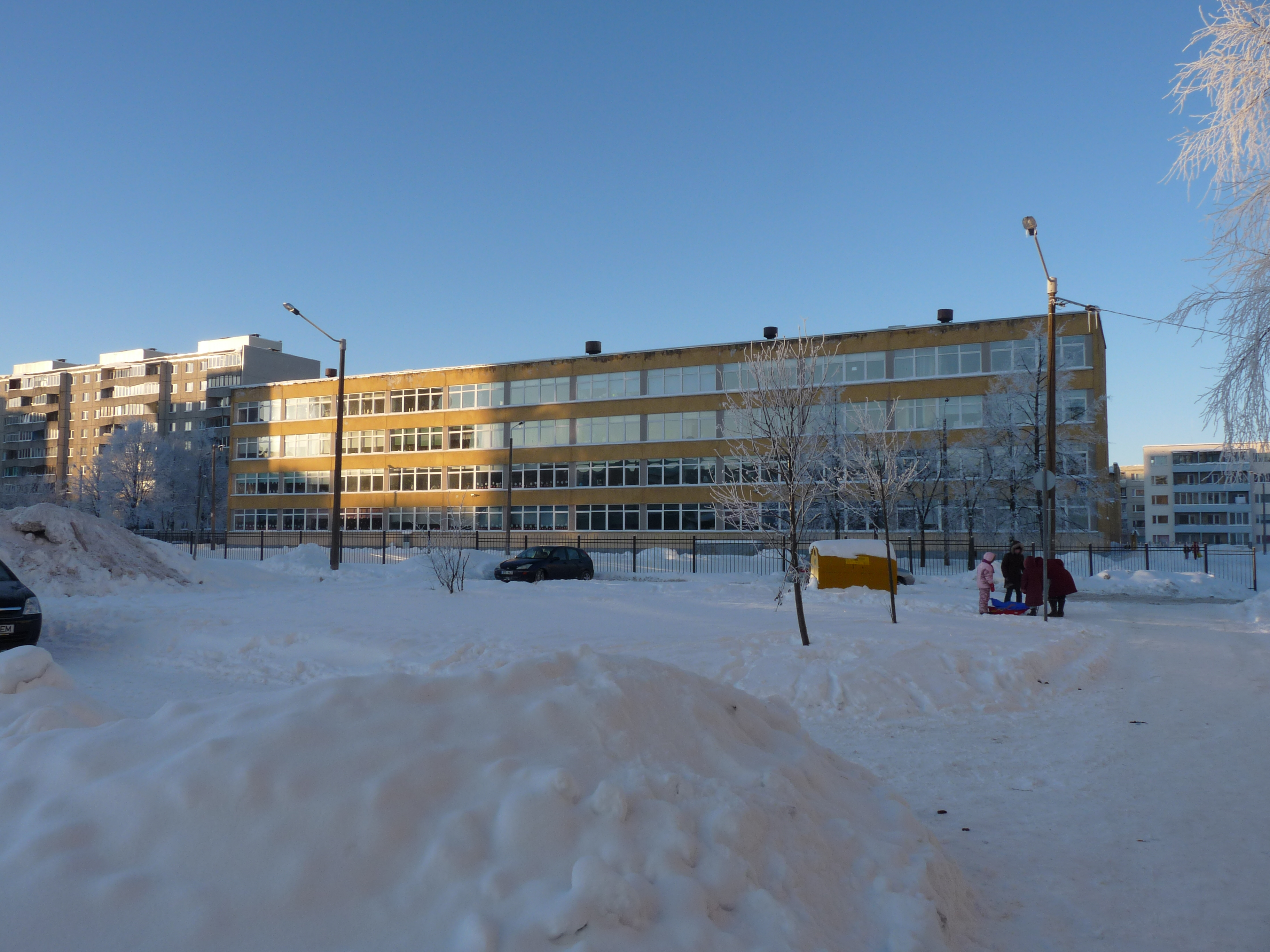
Здание Ласнамяэской гимназии (бывшей таллинской средней школы № 12). 10 января 2010 года.

В 1992 году окончил таллинскую среднюю школу № 12 (5 декабря 1997 года школа стала называться Ласнамяэской гимназией) и уехал в Москву поступать в театральное училище.
В 1993 году поступил на актёрский факультет Высшего театрального училища имени Б. В. Щукина (художественный руководитель курса — Марина Александровна Пантелеева), который окончил в 1997 году.
После получения высшего актёрского образования в 1997 году был принят в труппу Московского драматического театра под руководством Армена Джигарханяна.
С 1999 по 2004 годы играл в Русском театре Эстонии в Таллине.
Возвратившись в Москву в 2005 году, служил в «Экспериментальном театральном центре новой драмы „Практика“» под руководством Эдуарда Боякова и начал активно сниматься в кино и телесериалах.
Известность и любовь зрителей Кириллу Кяро принесла небольшая роль Славы, племянника Штехеля, в российском детективном телесериале «Ликвидация» (2007) режиссёра Сергея Урсуляка.
Широкую популярность актёр получил в 2013 году, исполнив главную роль в украинском телесериале «Нюхач» (2013; Film.ua, «Первый канал») режиссёра Артёма Литвиненко, после чего были сняты ещё три сезона картины — «Нюхач 2» (2015; Film.ua, «Первый канал»), «Нюхач 3» (2017) и «Нюхач 4» (2019). За эту роль актёр дважды, в 2014 и 2016 годах, номинировался на профессиональный приз в области телевизионного кино российской Ассоциации продюсеров кино и телевидения (АПКиТ) как «Лучший актёр телевизионного фильма/сериала» за 2013 и 2015 годы.
Сотрудничает с «Театром.doc», принимает участие в читках сценариев на фестивале «Кино без плёнки».

### Карьера в кино и на телевидении
В 2015 году на экранах телевидения появились фильмы с участием Кирилла Кяро: «Фехтовальщик», «Лондонград. Знай наших!» и телесериал «Джуна». В том же году актёр снялся в телесериале «Измены» в роли Кирилла, мужа главной героини Аси. В этом проекте также приняли участие Елена Лядова (роль Аси), Глафира Тарханова, Евгений Стычкин, Надежда Борисова, Михаил Трухин, Денис Шведов и другие. В интервью актёр высказал своё мнение относительно измены, отметив, что виноваты всегда двое — тот, кто изменяет, и тот, кому изменяют.
В 2016 году артист сыграл главные роли в трёх фильмах, отличающихся по жанру. Летом Кирилл сыграл в мелодраме «На перекрёстке радости и горя», а в ноябре — в психологическом детективе «Научи меня жить», снятом при участии латвийского кинематографа. Актёр играл психиатра, который помогает полиции в поисках маньяков. В роли его супруги предстала Елена Подкаминская.
В декабре 2016 года на экраны телевидения вышла комедийная мелодрама «Ночь Святого Валентина», в которой Кяро сыграл главного героя по имени Валентин. Фильм состоит из нескольких отдельных сюжетных линий, которые в финале переплетаются. В том же 2016 году он принял участие в короткометражном фильме «Проездом».
В апреле 2017 года на телеканале «НТВ» состоялся премьерный показ психологического детектива «Консультант», в котором Кяро сыграл психолога Вячеслава Широкова. В мае 2017 года на российских экранах начался показ русско-польско-украинской мелодрамы «Королева Марго», в которой также принял участие актёр.
В апреле 2018 года на телеканале «НТВ» начался показ детектива «Живой», в котором герой Кяро, журналист Олег Сорокин, борется с преступным синдикатом. Также стартовал показ телесериала «Тот, кто читает мысли (Менталист)»: в этом проекте Кирилл озвучил главного героя Даниила Романова, которого сыграл израильский актёр Ехезкель Лазаров.
С 2022 года ведет передачу «Почерк эпохи», в которой совместно с музейными работниками изучает оригинальные письма знаменитых деятелей культуры.

## Личная жизнь
Первой женой Кирилла Кяро была его однокурсница, актриса Анастасия Медведева, которая после свадьбы взяла фамилию мужа. Актёры познакомились ещё во время учёбы в Высшем театральном училище имени Б. В. Щукина в Москве. Брак продлился полгода.
В Москву из Эстонии Кяро вернулся уже с новой девушкой, Юлией Дузь. Отношения пара официально не оформила. В конце декабря 2018 года у пары родилась дочь Мира.

## Творчество

### Фильмография
| Год       |     | Название                                                                  | Роль |
| --------- | --- | ------------------------------------------------------------------------- | --- |
| 2004      | с   | Афромосквич                                                               | фотограф |
| 2004      | с   | Кодекс чести 2 (фильм № 1 «Свидетель должен умереть»)                     | эпизод |
| 2005      | с   | Аэропорт (серия № 22 «Проповедник»)                                       | Питер МакДугел, шведский проповедник |
| 2005      | с   | Убойная сила 6 (фильм № 1 «Братство по оружию»)                           | Гарик, продавец оружия |
| 2005      | с   | Девочки                                                                   | Антон, следователь |
| 2006      | с   | Сыщики 5 (фильм № 9 «Форс-мажор»)                                         | Виктор |
| 2007      | с   | Ликвидация                                                                | Слава, племянник Штехеля |
| 2007      | ф   | Валерий Харламов. Дополнительное время                                    | Борис Петрович Михайлов, советский хоккеист |
| 2007      | с   | Короли игры (седьмая серия)                                               | один из налётчиков на банк |
| 2007      | ф   | 18-14                                                                     | Денисов, слуга графа Толстого |
| 2008      | с   | Я вернусь                                                                 | Николаев |
| 2008      | с   | Чемпион                                                                   | Игорь Гатальский, футболист, вратарь |
| 2008      | с   | Пари на любовь                                                            | Свен |
| 2008      | с   | Наследство                                                                | служащий отеля |
| 2008      | с   | Застава Жилина                                                            | Геннадий Ершов, майор |
| 2008      | ф   | Волшебник                                                                 | Брызгалов, особист |
| 2008      | ф   | Голубка                                                                   | Володька-хиппи, муж Любаши |
| 2008—2009 | с   | Рыжая                                                                     | Семён |
| 2009      | с   | Хозяйка тайги (фильм № 2 «Последний кордон»)                              | Семён, охранник Сахно |
| 2009      | ф   | Тихие сосны                                                               | Руслан Георгиевич |
| 2009      | ф   | Сумасшедшая помощь                                                        | внук в окне |
| 2009      | с   | Журов (фильм № 3 «Старые доски»)                                          | Константин, бывший заключённый |
| 2009—2010 | с   | Маргоша (первый сезон)                                                    | Александр Верховцев, фотограф с мировым именем |
| 2009      | с   | Час Волкова 3 (серия № 7 «Сыщик»)                                         | Хумала |
| 2009      | с   | Холодное сердце                                                           | Юрий Репников |
| 2010      | с   | Погоня за тенью (серия № 16 «Жертва искусства»)                           | Борис Михайлович Петров |
| 2010      | ф   | Человек ниоткуда                                                          | Алексей, опер из Краснодара |
| 2010      | с   | Цветы от Лизы                                                             | Смурной, друг Лизы |
| 2010      | кор | Незначительные подробности случайного эпизода                             | Он |
| 2010      | ф   | Красная ртуть                                                             | Сямм |
| 2010      | ф   | Ночь на закате лета                                                       | Том |
| 2010      | с   | 220 вольт любви                                                           | Сергей Власов, клерк в банке |
| 2010      | ф   | Белый песок                                                               | Лёха, племянник и помощник машиниста |
| 2010      | с   | Закон и порядок. Отдел оперативных расследований 4 (серия № 14 «Доверие») | Олег Трунов, освободившийся из тюремного заключения насильник |
| 2011      | с   | Дом образцового содержания                                                | Стефан Томский-старший, вор по прозвищу «Повар» |
| 2011      | с   | Ярость                                                                    | Лев Ерёмин («Ботаник»), таксист, бывший учитель истории |
| 2011      | с   | Фарфоровая свадьба                                                        | Сергей Николаевич |
| 2011      | ф   | Ушёл и не вернулся                                                        | главный герой |
| 2011      | ф   | Крысоловка / Rotilõks (Эстония)                                           | Пётр, известный московский писатель |
| 2011      | с   | Время для двоих                                                           | Юрий Лестрейд, детектив |
| 2011      | ф   | Борис Годунов                                                             | Дмитрий Андреевич Курбский, подкоморий упитский |
| 2011      | ф   | Бесприданница                                                             | Алексей Гаврилин, капитан |
| 2011      | с   | Терминал                                                                  | Марис Лацис, начальник охраны терминала |
| 2012      | тф  | Три дня лейтенанта Кравцова                                               | Рюйтель, рядовой |
| 2012      | с   | Без следа                                                                 | «Винда», компьютерщик |
| 2012      | с   | Без срока давности (серия № 19 «Я умру ещё раз»)                          | Иван Алексеевич Сорокин (в молодости) |
| 2012      | ф   | Лекции для домохозяек                                                     | Артур Молчанов, художник, приятель Константина |
| 2012      | с   | Выхожу тебя искать 2                                                      | Григорий Гришин |
| 2012      | с   | Самара                                                                    | Лёха, армейский товарищ Самарина |
| 2012      | ф   | Тайна Егора, или Необыкновенные приключения обыкновенным летом            | Леонид, рыбак, квартирант Алевтины Петровны |
| 2013      | с   | Танцы марионеток                                                          | Василий, фотограф |
| 2013      | ф   | Дом, милый дом                                                            | снимался |
| 2013—2019 | с   | Нюхач (Украина)                                                           | «Нюхач», детектив-консультант, внештатный эксперт Специального бюро расследований (СБР)                                                                                    |
| 2013      | с   | Жить дальше                                                               | Кирилл Сатыгин |
| 2013      | с   | Всё будет хорошо                                                          | Руслан Эдуардович |
| 2013      | с   | Всё сначала                                                               | Павел Сергеевич Стахов, сбежавший заключённый |
| 2014      | с   | Мужские каникулы                                                          | Кирилл Казанцев |
| 2014      | ф   | Дело ангела (Украина)                                                     | ангел |
| 2014      | с   | Метод Фрейда (серии № 6 и № 7)                                            | Стив, супер-хакер, друг Романа Фрейдина («Фрейда») |
| 2015      | ф   | Весь этот джем                                                            | Федька, сосед |
| 2015      | ф   | Фехтовальщик (Финляндия, Эстония, Германия)                               | Алексей, друг и тренер фехтовальщика Энделя Нелиса |
| 2015      | ф   | Родина                                                                    | Хофман |
| 2015      | с   | Лондонград                                                                | Антон Чагин, российский бизнесмен, владелец химического завода на Урале |
| 2015      | с   | Измены                                                                    | Кирилл Николаевич Пеньшин, врач-оториноларинголог, муж Аси |
| 2015      | с   | Джуна                                                                     | Андрей Александрович Петров, сценарист |
| 2015      | ф   | Верадарц                                                                  | священник |
| 2015      | с   | На перекрёстке радости и горя                                             | Евгений Павлович Возницын, владелец лесопилки |
| 2016      | ф   | Ночь святого Валентина (Украина)                                          | Валентин |
| 2016      | с   | Дневник новой русской                                                     | Андрей |
| 2016—2019 | с   | Консультант                                                               | Вячеслав Александрович Широков, консультант-психолог, кандидат наук |
| 2016      | с   | Научи меня жить                                                           | Илья Николаевич Лавров, психиатр |
| 2017      | с   | Королева Марго                                                            | Сергей Сойкин, владелец салона красоты «Натали» |
| 2017      | с   | Живой                                                                     | Олег Николаевич Сорокин, журналист |
| 2017—2018 | с   | Психологини                                                               | Михаил Слуцкий |
| 2017      | ф   | Зелёные коты                                                              | Кирилл |
| 2018      | ф   | Рубеж                                                                     | Лаврусенко, врач |
| 2018      | с   | Лучше, чем люди                                                           | Георгий Николаевич Сафронов, патологоанатом, бывший хирург, отец Егора и Сони                                                                                              |
| 2018      | с   | Расплата                                                                  | Никита Валерьевич Долин |
| 2018      | с   | Тот, кто читает мысли (Менталист)                                         | Даниил Сергеевич Романов, бывший «экстрасенс» (менталист), физиономист, психолог-консультант особого отдела по расследованию убийств (озвучивание; роль Ехезкеля Лазарова) |
| 2019      | с   | Эпидемия                                                                  | Сергей |
| 2020      | с   | СидЯдома                                                                  | Пузин, жених Аллы |
| 2020      | с   | Пассажиры                                                                 | Андрей |
| 2020      | ф   | Вечер шутов, или Серьёзно с приветом                                      | Нетопырев |
| 2020      | ф   | Зови меня Дрозд                                                           | Сергей |
| 2021      | ф   | Иваново счастье                                                           | Иван |
| 2021      | ф   | Вне зоны доступа                                                          | отец Вани |
| 2021      | ф   | Дополнительный урок                                                       | Илья Нестеров |
| 2021      | с   | Инсомния                                                                  | Андрей Владимирович Колесников, психоневролог |
| 2021      | с   | Везёт                                                                     | Михаил Леонидович Арье, раввин |
| 2021      | с   | Подарок                                                                   | Павел |
| 2021      | ф   | Грозный папа                                                              | Никита Осипов |
| 2021      | с   | 8 способов любить                                                         | Алексей / Эрос |
| 2021      | ф   | Прямой эфир                                                               | Александр |
| 2021      | ф   | Далёкие близкие                                                           | дальнобойщик |
| 2022      | ф   | Пласт                                                                     | Женя |
| 2022      | ф   | Джонджоли                                                                 | снимался |
| 2022      | с   | Власть                                                                    | артист |
| 2022      | с   | Пассажиры. Последняя любовь на Земле                                      | Андрей |
| 2022      | с   | Комплекс бога                                                             | Алексей Михайлович Прокопенко, психиатр |
| 2022      | ф   | Кто там?                                                                  | Пётр |
| 2022      | с   | Право на свободу                                                          | Кирилл Кириенко |
| 2022      | ф   | Детектор                                                                  | Роман Олегович Меркулов, психолог |
| 2023      | с   | Соцсети                                                                   | Стас |
| 2023      | ф   | Правда                                                                    | Емельянов |
| 2023      | с   | Талисман                                                                  | Антон |
| 2023      | ф   | Синдром                                                                   | Кирилл |
| 2023      | с   | Цербер                                                                    | ищейка |
| 2023      | с   | Блеск                                                                     | отец Анны |
| 2024      | с   | Юг                                                                        | папа 5 |
| 2025      | ф   | Наступит лето                                                             | следователь |
| 2025      | с   | Мосгаз. Розыгрыш                                                          | Хасанов, бывший зэк |
| 2025      | с   | Гипнозис                                                                  | Григорий Обухов (отец Григорий), священник |
| 2025      | ф   | Северный полюс                                                            | Котов, муж Филатовой |
| 2025      | с   | Что-то положительное                                                      | папа Насти |
| 2025      | с   | Мажор 5                                                                   | Берт |

### Антрепризы
- 2004 — «Аршин мал алан» (реж. — М. Борисов / ЦДКЖ)
- 2006 — «Русский смех» (Ф. М. Достоевский)

### Участие в рекламных видеороликах
- «Мегафон». Планшет для тех, кто за рулём
- «Whiskas». Ваша киска купила бы Вискас

### Участие в музыкальных видеоклипах
- 2018 — «Я хочу зимой апреля» — Soprano Турецкого